# Особняк Либермана
Особняк Либермана (укр. Маєток Лібермана) — городская усадьба в центре Киева, памятник архитектуры и истории города. Особняк расположен по адресу Банковая улица, 2.
Особняк был заказан видному киевскому архитектору Владимиру Николаеву бывшим градоначальником Санкт-Петербурга Фёдором Треповым. Строительство окончилось в 1879 году. После покупки дома с прилегающей территорией сахарозаводчиком Симхой Либерманом в 1896 году, Николаеву было предложено перестроить здание.

## История

### Строительство

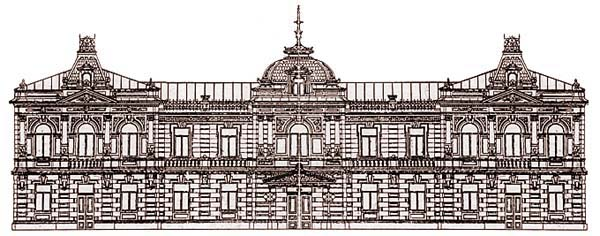
Общий архитектурный проект особняка

Осенью 1879 года киевский городской архитектор Владимир Николаев, автор многих киевских сооружений разного назначения, в частности, и особняков, утвердил проект одноэтажного Г-образного в плане каменного здания. Оно должно было быть возведено на месте деревянного особняка, который пошёл на слом в большой усадьбе на пересечении улиц Институтской и Банковой.
Усадьба эта принадлежала генерал-адъютанту Фёдору Трепову, незадолго до того — главе Санкт-Петербурга. Известен он был, в частности, тем, что 24 января 1878 года в него стреляла революционерка Вера Засулич, протестуя таким способом против наказания «землевольца» Боголюбова (Емельянова). Эта акция произвела сильное впечатление на общество того времени — суд присяжных оправдал террористку, а Трепов, имея для этого определённые мотивы, переехал подальше от столицы — в Киев. Дело в том, что ещё в 1870 году, в связи со строительством железнодорожного моста через Днепр, архимандрит Выдубицкого монастыря о. Арсений предусмотрительно обратился к влиятельному Трепову за помощью, утверждая, что с пуском железной дороги «перед глазами у каждого из пассажиров, словно представительницей всей святыни Киевской, будет наша Выдубицкая обитель, внешний вид которой представляет сомнительное впечатление…». Воспользовавшись этим, Трепов дал согласие стать опекуном монастыря, собрал добровольные пожертвования на сумму 12 715 рублей и выехал в Киев.

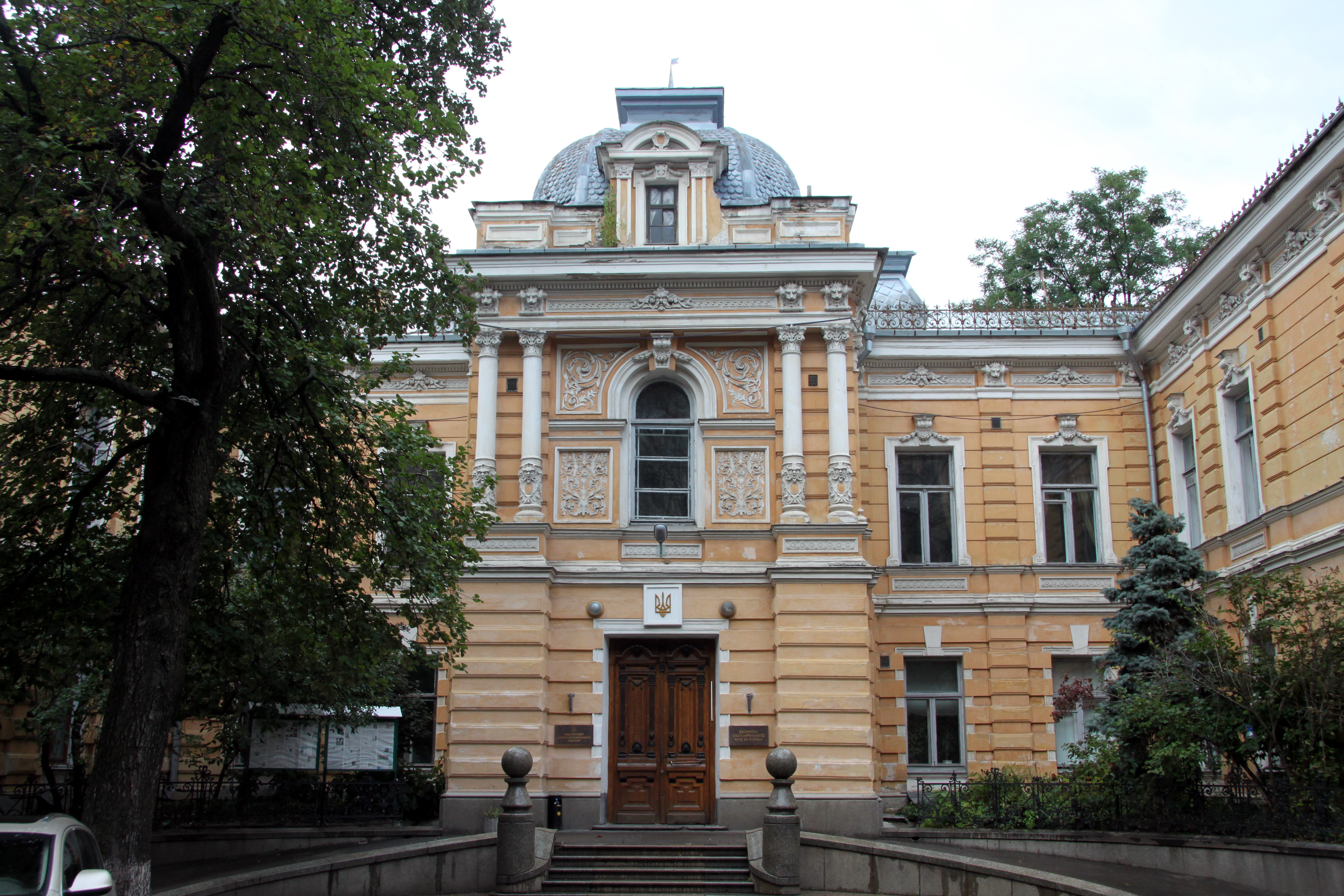
Центральная часть особняка

В 1891 году сын генерала Трепова, полковник Фёдор Трепов-младший, наследник и будущий киевский губернатор (со временем — генерал-губернатор), подал в городское кредитное общество прошение открыть кредит на 27 лет и 6 месяцев под залог усадьбы на Банковой, 2.
По описи недвижимого имущества, который прикладывался к прошению, видно, что особняк оставался так же Г-образным, но имел два этажа. Весь подвальный этаж принадлежал собственнику, полковнику Трепову-младшему. Там было шесть комнат, коридор и кухня. На первом этаже была одна квартира из 11 комнат, с прихожей, ванной, амбарами. Верхний этаж занимала вторая квартира — из 13 комнат. С улицы к зданию была пристроена деревянная терраса. Обе квартиры здания сдавались в аренду. Годовая плата за каждое помещение достигала 2500 рублей. С 1889 по 1896 годы тут проживал с семьёй генерал-губернатор Алексей Игнатьев.
Получив более высокую должность генерал-губернатора, Фёдор Трепов в 1898 году продал особняк Симхе Либерману. На то время новый владелец уже был одним из десяти богатейших людей Киева. Его отец, Ицка Либерман, дал хороший старт своему единственному сыну, оставив наследство, которое составляло около 100 тыс. рублей серебром. Заработав звание купца 1 гильдии, владелец нескольких сахарных заводов Симха Либерман пожелал перестроить дом согласно потребностям своей семьи и своего статуса. Он пригласил первого архитектора дома, Владимира Николаева, и попросил его переделать особняк.
Либерман перенёс на первый этаж особняка бухгалтерию трёх своих сахарных заводов и кабинеты управляющих (в дальнейшем управленцами стали его родные сыновья). После достройки бокового левого крыла и переделки входа дом приобрёл законченный вид «фамильной драгоценности» — теперь строение приняло форму буквы «Ш». Вопреки внутренней роскоши особняка, балы здесь не устраивались, поэтому интерьер могли видеть лишь приближенные. Историки подтверждают, что семья вела затворническую жизнь.
Дочь Либермана была замужем за киевским купцом 1-й гильдии Абрамом Гельблюмом. Отец выделил молодой семье в своём доме целый этаж. Два сына, Ария-Гирш и Израиль, поселились напротив, на улице Институтской.

### Период Украинской революции
В ночь на 16 (29) сентября 1917 года неизвестными грабителями в спальне были связаны и задушены Симха Яковлевич Либерман и его жена Мариам-Бейла Шмулевна. Было похищено около 2 тысяч рублей наличными, а также золотых и бриллиантовых украшений на суму более 120 тысяч рублей. Убийцы остались не найденными.
Из письма к финансовому отдела городской управы от 5 апреля 1918 года, подписанного управляющим домом по Банковой, 2 Г. Полищуком (жил там же), видно, что в апреле 1918 года военное министерство Украинской Народной Республики реквизировали почти все помещения особняка, а немецкие власти заняла особняк Либерман со стороны ул. Институтской.
После смерти Симха Либермана 18 сентября 1917 года, по определению Киевского окружного суда от 30 ноября 1918 года, то есть уже во времена Гетманата, недвижимость на углу Институтской и Банковой перешла к троим детям покойного. Но того же года особняк был занят контрразведкой штаба Киевского военного округа, находившийся неподалёку — на Банковой, 9. [5]
В апреле 1919 года, уже при большевиках, особняк занял Киевский военно-окружной комиссар. Впрочем, осенью 1919 года в Киев ворвались деникинцы. 6 октября 1919 года ими был убит старший сын Симха Либермана, которого отпели "в собственной синагоге ", то есть в молельня на Банковой, 2, о чём сообщила газета «Киевская жизнь».

### Советский период

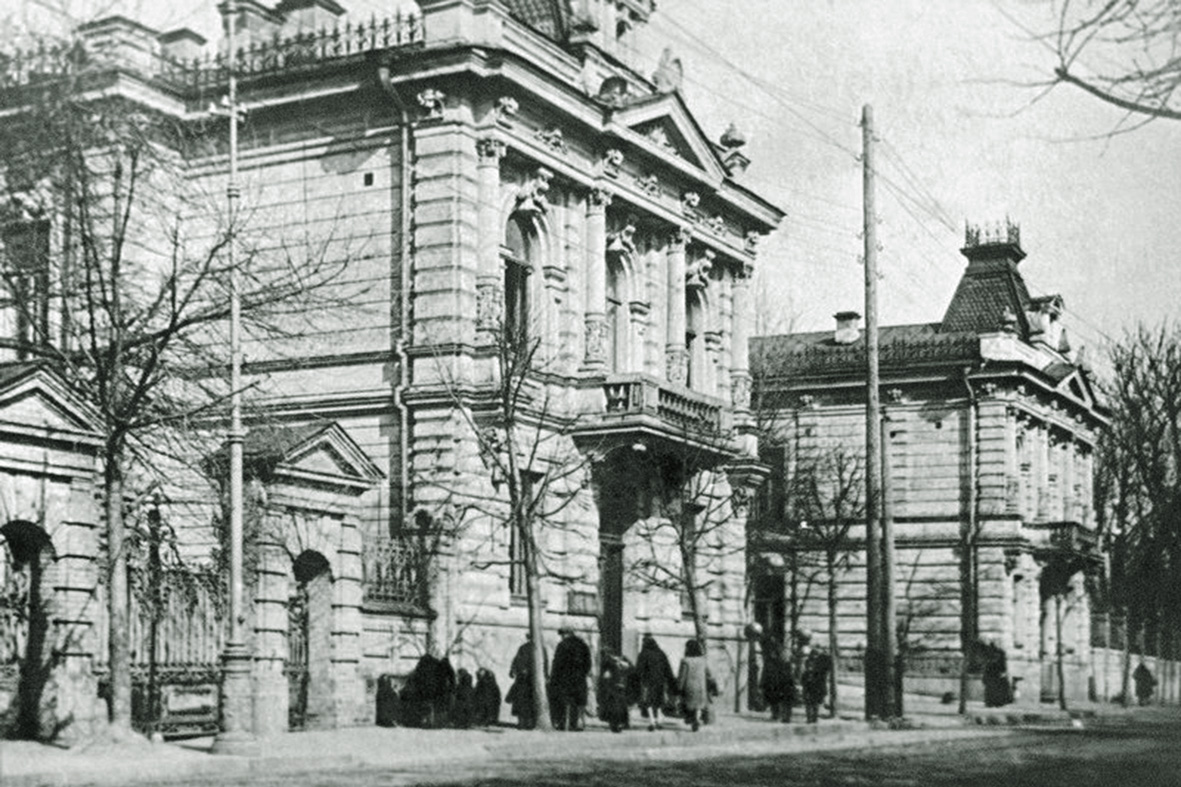
Особняк Либермана, 1920 год

С окончательным установлением на Украине советской власти, особняк Либермана в 1922—1923 годах занимала военная цензура КО ГПУ штаба КВО. В 1929—1930 годах здесь размещалась детская консультация Охматдета, детский сад и ясли для детей безработных имени Надежды Крупской. А когда летом 1934 года столица УССР переехала из Харькова в Киев, здесь некоторое время находился Совнарком республики, о чём долго напоминал герб УССР над порталом особняка. Последний сняли только в середине 1990-х . Перед войной здесь действовал городской дом пропаганды и агитации имени Сталина. В послевоенное время особняк занимал Комитет по делам искусств при Совете Министров УССР, а с 1953 года — Союз писателей Украины. Здесь начинали свою публичное творчество многие известные украинские литераторы, например Иван Драч, Лина Костенко, Иван Светличный. Именно в этом помещении в 1989 году зародился, позже ставший политической партией Народный Рух Украины.

## Наше время
Сейчас в особняке располагается Национальный союз писателей Украины.
В ночь на Новый 2025 год (с 20:30 31 декабря) из-за обстрела россиян был разрушен фасад здания и интерьеры, 82 из 83 окон здания разбиты.

## Интерьер

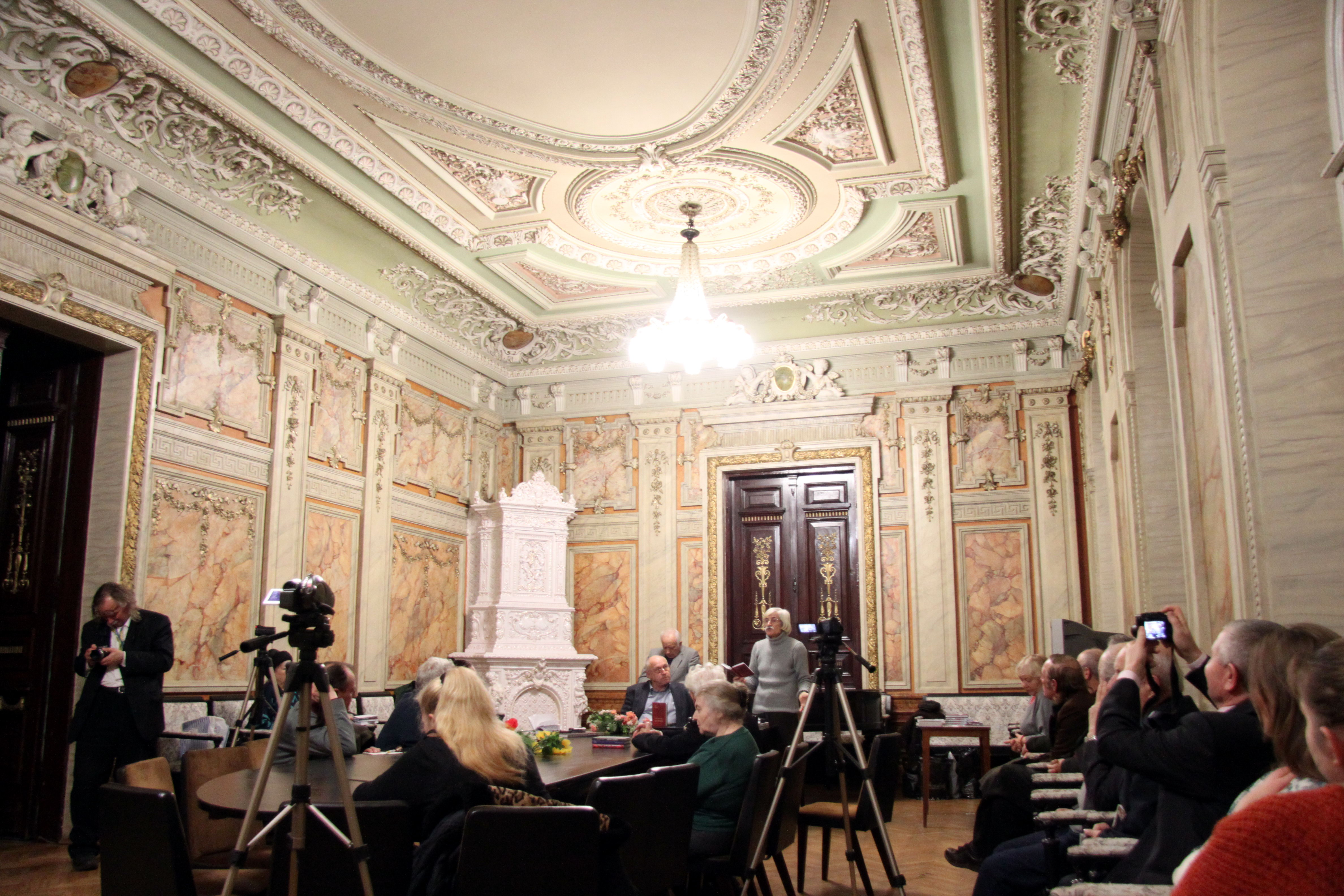
Один из залов

Несмотря на смену нескольких владельцев, интерьер здания сохранился в первозданном виде (в том числе камин, лепнина и даже дверные ручки). На втором этаже особняка существовала комната с уникальным раздвижным потолком, специально созданным по заказу Симхи Либермана. Он был религиозным иудеем, и сделал так, чтобы благодаря потолку одна из комнат в доме превращалась в сукку. Этот потолок обнаружили совершенно случайно, когда он обвалился во время совещания Союза писателей. После обвала разобрались, что крышей служили фактически бамбуковые перекрытия. Каждой осенью потолок разбирали, бамбук раздвигали и комната превращалась в сукку. Вся семья целую неделю трапезничала и ночевала под открытым небом.
В доме уже в начале XX века было паровое отопление, заложенное прямо в стены. Чтобы дом был тёплым, для него создали уникальные печи. Вмонтированные в стены трубы обогревали особняк с высокими потолками, поддерживая микроклимат даже в лютые морозы. Кроме того, Либерманы могли принимать ванну, когда захотят. Цветная структурная отделочная плитка на голландских печах была изготовлена индивидуально, с нанесением объёмных смысловых картин, а также дополнена в некоторых местах изображением семейного дерева Либерманов.
Среди материалов для создания интерьера были использованы позолота, цветные металлы и драгоценные камни. Частично сохранилась и аутентичная мебель, которая тоже была сделана на заказ, будучи частью единой композиции каждой из комнат дома. Симха Либерман был религиозным, поэтому различные иудейские символы и знаки на лепнине стен, потолков и печей стали неотъемлемой частью интерьера его дома. К примеру, во многих комнатах на потолке расположен глаз, который означает «Всевидящее око».